# Massif de Villefermoy
Massif de Villefermoy este o arie protejată (arie de protecție specială avifaunistică — SPA) din Franța întinsă pe o suprafață de 4.790 ha, integral pe uscat.

## Localizare
Centrul sitului Massif de Villefermoy este situat la coordonatele 48°30′00″N 2°54′32″E / 48.5°N 2.90889°E.

## Înființare
Situl Massif de Villefermoy a fost declarat arie de protecție specială avifaunistică în baza directivei 79/409 din 1979 referitoare la conservarea păsărilor sălbatice pentru a proteja 18 specii de animale.

## Biodiversitate
Situată în ecoregiunea atlantică, aria protejată nu include niciun habitat protejat.
La baza desemnării sitului se află mai multe specii protejate de  păsări (18): pescăruș albastru (Alcedo atthis), rață pitică (Anas crecca), rață mare (Anas platyrhynchos), stârc cenușiu (Ardea cinerea), rață-cu-cap-castaniu (Aythya ferina), barză neagră (Ciconia nigra), erete vânăt (Circus cyaneus), ciocănitoarea de stejar (Dendrocopos medius), ciocănitoare neagră (Dryocopus martius), egretă albă (Egretta alba), codalb (Haliaeetus albicilla), sfrâncioc roșiatic (Lanius collurio), gaia neagră (Milvus migrans), stârc de noapte (Nycticorax nycticorax), vultur pescar (Pandion haliaetus), viespar (Pernis apivorus), ciocănitoare verzuie (Picus canus), corcodel mare (Podiceps cristatus)
Pe lângă speciile protejate, pe teritoriul sitului au mai fost identificate 9 specii de plante, 6 specii de păsări, 1 specie de mamifere.